# Narongkorn Buasri
Narongkorn Buasri (thailändisch ณรงกร บัวศรี, * 5. August 1998), auch als Tong bekannt, ist ein thailändischer Fußballspieler.

## Karriere
Narongkorn Buasri spielte 2019 für den UD Nonghan FC. Der Verein aus Udon Thani spielte in der Thailand Amateur League. Im Januar 2020 wechselte er zum Muang Loei United FC. Mit dem Verein aus Loei trat er in der dritten Liga an. Am 1. Januar 2021 kehrte er nach Udon Thani zu seinem ehemaligen Verein, dem heutigen Udon United FC zurück. Der Verein spielte mittlerweile in der dritten Liga. Am Ende der Saison wurde er mit dem Klub Meister der North/Eastern Region. In den Aufstiegsspielen zur zweiten Liga konnte man sich nicht durchsetzen. Zu Beginn der Saison 2021/22 unterschrieb er einen Vertrag beim Zweitligisten Lampang FC. Sein Zweitligadebüt für den Verein aus Lampang gab Narongkorn Buasri am 14. November 2021 (13. Spieltag) im Heimspiel gegen den Chiangmai FC. Hier stand er in der Startelf und wurde in der 63. Minute gegen Tebnimit Buransri ausgewechselt. Laang gewann das Spiel durch ein Tor von Tebnimit Buransri mit 1:0. Am Ende der Saison 2021/22 wurde er mit Lampang Tabellenvierter und qualifizierte sich für die Aufstiegsspiele zur ersten Liga. Hier konnte man sich gegen den Trat FC durchsetzen und stieg in die erste Liga auf. Nach einer Saison Erstklassigkeit musste er mit Lampang am Ende der Saison als Tabellenletzter wieder den Weg in die zweite Liga antreten. Nach dem Abstieg verließ er Lampang und schloss sich im Juli 2023 dem ebenfalls aus der ersten Liga abgestiegenen Nongbua Pitchaya FC an. Am Ende der Saison 2023/24 wurde er mit dem Klub aus Nong Bua Lamphu Vizemeister und stieg direkt wieder in die erste Liga auf. Nach dem Aufstieg verließ er den Verein und schloss sich im Juli 2024 dem Drittligisten Udon United FC an. Mit dem Verein spielt er in der North/Eastern Region der Liga.

## Erfolge
Nongbua Pitchaya FC
- Thailändischer Zweitligameister: 2023/24  ▲